# Энгельштадт
Энгельштадт (нем. Engelstadt) — община в Германии, в земле Рейнланд-Пфальц. 
Входит в состав района Майнц-Бинген. Подчиняется управлению Гау-Альгесхайм.  Население составляет 741 человек (на 31 декабря 2010 года). Занимает площадь 7,76 км².